# Football en Suède
 (août 2025).
Si vous disposez d'ouvrages ou d'articles de référence ou si vous connaissez des sites web de qualité traitant du thème abordé ici, merci de compléter l'article en donnant les références utiles à sa vérifiabilité et en les liant à la section « Notes et références ».
Le football est, au côté du hockey sur glace, le sport le plus populaire en Suède, avec plus de 240 000 joueurs licenciés, dont environ 56 000 femmes et 184 000 hommes, et environ 240 000 jeunes joueurs. Il y a environ 3 200 clubs actifs pour plus de 8 500 équipes, qui jouent sur les 7 900 terrains du pays. Le football est pratiqué pour la première fois en Suède dans les années 1870 et le premier championnat est créé en 1896. La Fédération suédoise de football est fondée, elle, en 1904. En dépit d'être un pays avec une population peu élevé, les équipes nationales masculines et féminines, ainsi que les clubs ont remporté quelques victoires significatives.

## Histoire

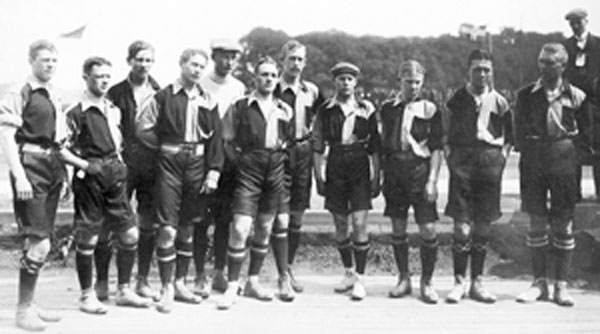
La première équipe nationale suédoise en 1908

Le football, ainsi que d'autres sports collectifs, est arrivé en Suède dans les années 1870 et a été principalement exercé par les clubs de gymnastique, qui exerçaient la plupart des sports de l'époque. L'Angleterre et l'Ecosse ont été les principales sources d'inspiration pour ce sport. Le premier accord de règles établies pour le sport est signé en 1885 donnant naissance à différents clubs dans les villes de Göteborg, Stockholm et Visby. Le premier match international pour un club a été joué en 1890 et le premier match avec les règles modernes a été joué deux ans plus tard, en 1892.
Svenska Mästerskapet est le premier tournoi de football national en Suède, il voit le jour en 1896. C'est le club du Örgryte IS qui l'emporte. Le tournoi a été joué jusqu'en 1925, lorsque la première ligue nationale, Allsvenskan, a été lancé. À la fin des années 1890, les associations IFK ont commencé à jouer au football, et en 1901, le premier Kamratmästerskap (championnat IFK) a été organisé.
Le football a compte depuis 3 300 clubs pour 32 700 équipes et près d'un million de membres, dont environ un demi-million de joueurs actifs, pour 240 000 licenciés. 

## Ligue nationale
Le système de championnat national suédois est administré par la Fédération suédoise de football, Allsvenskan est la compétition la plus élevée et Superettan est au deuxième rang, suivie de deux troisième niveau, six de quatrième niveau et douze de cinquième niveau.

## Coupe nationale
La coupe nationale de Suède est joué par les 32 équipes de Allsvenskan et Superettan et 68 équipes des divisions inférieures. Les 68 équipes des divisions inférieures obtiennent le droit de jouer en fonction du nombre de joueurs licenciés dans les districts de football.

## Titres internationaux
L'équipe nationale de football suédoise a joué son premier match international de football en 1908 contre la Norvège. L'équipe s'est classé 2e à la Coupe du Monde de 1958, deux fois troisièmes, en 1950 et en 1994. Elle a remporté une victoire aux Jeux Olympiques d'été de 1948. L'équipe nationale de football suédoise féminine a remporté les Championnats d'Europe de 1984 ainsi qu'une médaille d'argent à la Coupe du Monde 2003.
Les clubs suédois sont apparus en finale de Coupe d'Europe à dix reprises. Dans le football masculin, IFK Göteborg a remporté la Coupe UEFA à deux reprises, en 1982 et 1987, et Malmö FF a perdu la finale de la Coupe européenne en 1979. Au niveau féminin, Umeå IK a remporté la Coupe féminine de l'UEFA à deux reprises, en 2003 et 2004, et a perdu en finale en 2001, 2007 et 2008. Djurgårdens IF Dam a perdu en finale en 2005 et Tyresö FF en 2014.

## Saisons
Le football suédois a commencé à avoir des saisons régulières à partir de 1924, quand Allsvenskan a commencé. Le Malmö FF est le détenteur du nombre de victoires avec 23 titres de champion de Suède en 2023.

## Champions suédois
Le titre d'Allsvenskan existe depuis 1896, mais aucun club n'a reçu le titre entre 1926 et 1930. Les 114 édition ont été remportés par 19 clubs de football différents jusqu'à présent : les quatre premiers détenteurs de titres étant IFK Göteborg et Malmö FF (18 titres) , IFK Norrköping (13 titres) et Örgryte IS (12). Les clubs des trois plus grandes villes de Suède, Stockholm, Göteborg et Malmö ont remporté la majorité des saisons, 76 au total. Åtvidabergs FF de Åtvidaberg, petite ville, a réussi l'exploit de remporter le titre à deux reprises en 1972 et 1973.

## Clubs suédois en compétitions européennes

### Coupe d'Europe
Finaliste : Malmö FF (1978-79)
Demi-finales : IFK Göteborg (1985-86)
Quarts de finale : Djurgården (1955-1956), IFK Malmö (1960-1961), Åtvidabergs FF (1974-75), IFK Göteborg (1984-1985, 1988-1989)

### Ligue des champions
Quarts de finale : IFK Göteborg (1994-1995)
Phase de groupe : IFK Göteborg (1992-93, 1996-1997, 1997-1998), AIK (1999-2000), Helsingborgs IF (2000-01), Malmö FF (2014-15, 2015-16)

### Coupe de l'UEFA
Champions : IFK Göteborg (1981-1982, 1986-1987)
Trente-deuxième de finale : Helsingborgs IF (2007-08)

### Ligue des champions féminine
Champions : Umeå IK (2003, 2004)
Finaliste : Umeå IK (2002, 2007, 2008), Djurgårdens IF Dam (2005), Tyresö FF (2014)
Demi-finales : FC Rosengård (2004), Umeå IK (2010)
Quarts de finale : Umeå IK (2005, 2009), Djurgårdens IF Dam (2006), Linköpings FC (2011, 2015), Kopparbergs (2012, 2013), FC Rosengård (2012, 2013, 2015, 2016)
Seizième de finale : Linköpings FC (2010), FC Rosengård (2014), KIF Örebro DFF (2016)